# Zweigen Kanazawa
Maillots
Actualités
Le Zweigen Kanazawa (ツエーゲン金沢) est un club japonais de football basé à Kanazawa dans la préfecture d'Ishikawa. Le club évolue en J.League 3.

## Historique
Fondé en 1956 sous le nom de Kanazawa Soccer Club. Il est devenu le nom actuel de l'équipe en 2006 et est entré dans la J.League en 2014 où ils finissent champion dès leur première saison et sont depuis en J.League 2.
Le nom de l'équipe est un mot inventé qui combine « Zwei » qui signifie « 2 » en allemand et « Gehen » qui signifie « avancer ». Le sens est que « l'équipe, la région et les supporters avanceront ensemble ». Le dialecte Kanazawa a aussi le sens de "fort!" Le motif de l'emblème est « Kuroyuri », une fleur de la préfecture d'Ishikawa. L'idée de viser à être un club qui représente la préfecture d'Ishikawa et une équipe aimée des citoyens de la préfecture est incluse.

## Palmarès
| Compétitions nationales                                            | Compétitions internationales |
| - Championnat du Japon de troisième division (1) - Champion : 2014 | - Néant                      |

## Joueurs et personnalités du club

### Entraîneurs
Le tableau suivant présente la liste des entraîneurs du club depuis 2009.
| Rang | Nom           | Période   |
| ---- | ------------- | --------- |
| 1    | Nobuhiro Ueno | 2009-2012 |

| Rang | Nom               | Période   |
| ---- | ----------------- | --------- |
| 2    | Hitoshi Morishita | 2012-2017 |

| Rang | Nom                 | Période |
| ---- | ------------------- | ------- |
| 3    | Masaaki Yanagishita | 2017-   |

## Bilan saison par saison
Ce tableau présente les résultats par saison du Zweigen Kanazawa dans les diverses compétitions nationales et internationales depuis la saison 2014.
| Saison | Championnat | Championnat | Championnat | Championnat | Championnat | Championnat | Championnat | Championnat | Championnat | Championnat | Coupe du Japon | Coupe de la Ligue |
| Saison | Division    | Pos         | Pts         | J           | V           | N           | D           | BP          | BC          | Diff.       | Coupe du Japon | Coupe de la Ligue |
| ------ | ----------- | ----------- | ----------- | ----------- | ----------- | ----------- | ----------- | ----------- | ----------- | ----------- | -------------- | ----------------- |
| 2014   | J3 League   | 1er         | 75          | 33          | 23          | 6           | 4           | 56          | 20          | +36         | 2e tour        | -                 |
| 2015   | J2 League   | 12e         | 54          | 42          | 12          | 18          | 12          | 46          | 43          | +3          | 2e tour        | -                 |
| 2016   | J2 League   | 21e         | 39          | 42          | 8           | 15          | 19          | 36          | 60          | -24         | 2e tour        | -                 |
| 2017   | J2 League   | 17e         | 49          | 42          | 13          | 10          | 19          | 49          | 67          | -18         | 3e tour        | -                 |
| 2018   | J2 League   | 13e         | 55          | 42          | 14          | 13          | 15          | 52          | 48          | +4          | 3e tour        | -                 |
| 2019   | J2 League   | 11e         | 61          | 42          | 15          | 16          | 11          | 58          | 46          | +12         | 3e tour        | -                 |
| 2020   | J2 League   | 18e         | 49          | 42          | 12          | 13          | 17          | 57          | 67          | -10         | -              | -                 |
| 2021   | J2 League   | 17e         | 41          | 42          | 10          | 11          | 21          | 39          | 60          | -21         | 2e tour        | -                 |
| 2022   | J2 League   | 14e         | 52          | 42          | 13          | 13          | 16          | 56          | 69          | -13         | 3e tour        | -                 |
| 2023   | J2 League   | 22e         | 35          | 42          | 9           | 8           | 25          | 41          | 70          | -29         | 2e tour        | -                 |
| 2024   | J3 League   | 12e         | 50          | 38          | 13          | 11          | 14          | 50          | 52          | -2          | 1er tour       | 1er tour          |
| Saison | Division    | Pos         | Pts         | J           | V           | N           | D           | BP          | BC          | Diff.       | Coupe du Japon | Coupe de la Ligue |
| Saison | Championnat |             |             |             |             |             |             |             |             |             | Coupe du Japon | Coupe de la Ligue |